# Usall (Maià de Montcal)
Usall és un nucli de població del poble de Dosquers, municipi de Maià de Montcal (Garrotxa).
Està format per vàries cases de pagès, algunes incloses al catàleg de béns protegits del municipi. Ca n'Usall havia estat una de les cases més importants de Dosquers.
Hi ha documentats diversos membres de la família Usall, ja al Segle XVII.